# Xian de Gushi
Le xian de Gushi (固始县 ; pinyin : Gùshǐ Xiàn) est un district administratif de la province du Henan en Chine. Il est placé sous la juridiction de la ville-préfecture de Xinyang.

## Histoire
Durant le Grand Bond en avant (1958-1960), 170 000 personnes y sont mortes de faim sur trois chantiers hydrauliques.

## Démographie
La population du district était de 1 525 664 habitants en 1999.

## Culte
Gushi dispose d'une église catholique dépendant du diocèse de Xinyang.